# Furutorp
Furutorp is een plaats in de gemeente Lidingö in het landschap Uppland en de provincie Stockholms län in Zweden. De plaats heeft 126 inwoners (2005) en een oppervlakte van 7 hectare. Furutorp ligt op een schiereiland op het via bruggen met het vasteland verbonden eiland Lidingö en grenst direct aan de Oostzee. Voor de rest bestaat de directe omgeving van de plaats voornamelijk uit landbouwgrond en bos. De stad Lidingö ligt zo'n drie kilometer ten westen van het dorp.